# Sydlig hundhaj
Sydlig hundhaj (Mustelus mustelus) är en haj som finns från södra Afrika till Brittiska öarna.

## Utseende
Sydliga hundhajen är en långsmal haj med grå- eller blåaktiga till gråbruna sidor och rygg, och nästan vit buk. Honan blir som vuxen omkring 80 cm, medan hanen blir drygt 70 cm. Som mest kan de emellertid bli 110 respektive 165 cm. Likt de flesta hundhajar har den platta tänder som sitter tätt ihop så de bildar en yta avsedd att krossa bytesdjurens skal med. Största vikten är omkring 30 kg.

## Vanor
Födan utgörs främst av kräftdjur, men den tar även benfiskar och bläckfiskar. Den sydliga hundhajen lever på kontinentalhyllorna och dess sluttningar, vanligtvis på ett djup mellan 5 och 50 m. Den kan dock gå ner till åtminstone 350 meters djup.

### Fortplantning
Arten är levandefödare, där fostrets gulesäck övergår till ett slags placenta som förmedlar näring från modern till fostret. Efter en dräktighet på mellan 10 och 11 månader föder honan under sommaren mellan 4 och 15 ungar med en längd av omkring 40 cm.

## Utbredning
Den sydliga hundhajen lever i östra Atlanten från Brittiska öarna och Frankrike via Medelhavet, Madeira och Kanarieöarna till Sydafrika. Den förekommer även i Nordsjön.

## Kommersiell användning
I norra delen av sitt utbredningsområde tas arten i regel endast som bifångst vid annat fiske, och den används i stort sett enbart som industrifisk (till fiskmjöl och -olja). Söder därom, inte minst i Medelhavet, förekommer även artinriktat fiske och den används även till mänsklig konsumtion.

## Status
Den sydliga hundhajen är klassificerad som sårbar ("VU") av IUCN, underklassificering "A2bd+3bd+4bd", och beståndet minskar. Främsta, om inte enda orsaken är överfiskning.